# 坂本真琴
坂本 真琴（さかもと まこと、1889年5月7日 - 1954年7月15日）は、大正から昭和初年にかけて婦人参政権運動を推し進めた婦人運動家。旧姓は高田。高田常三郎と妻みよのクリスチャンの家庭の長女として生れる。本名は「まこ」（正式には変体仮名を用いて「ま」と表記する）。妹の高田敏子は日本の女子・英語教育のパイオニア。

## 略伝

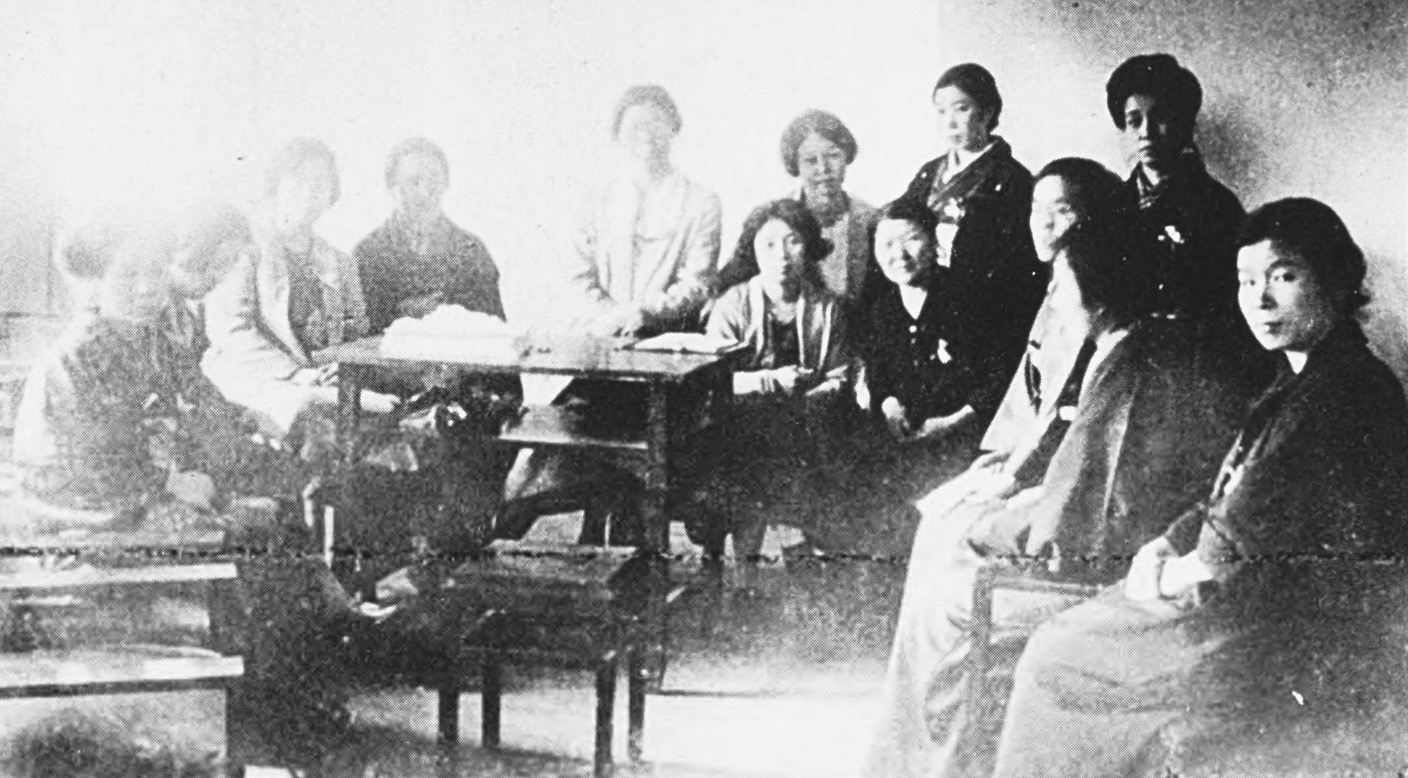
「婦選獲得同盟」のメンバー。左から3人目が金子しげり、一人おいて市川房枝、坂本真琴、一人おいて久布白落実、そして右端が河崎なつ。1925年撮影。

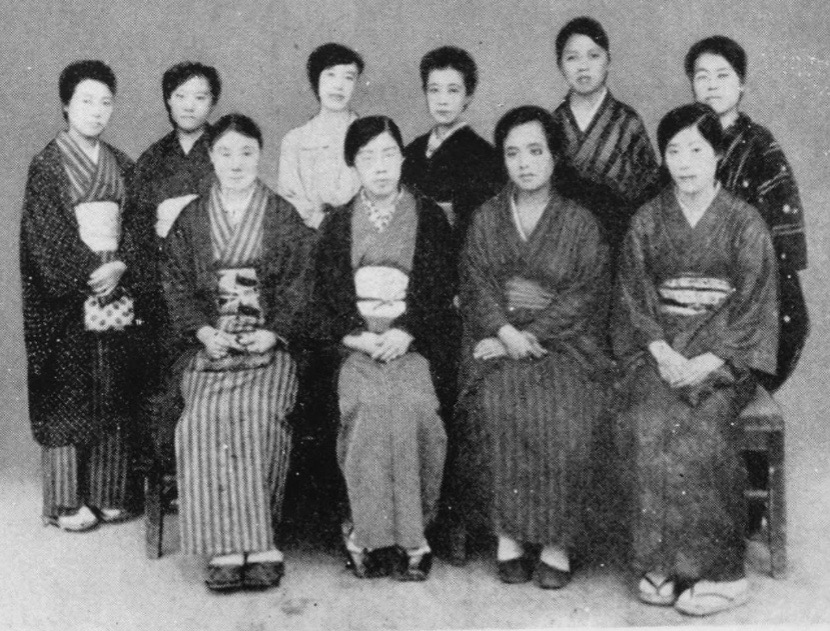
「新婦人協会」のメンバー。前列左から、菊池ミツ、積しな子、奥むめお、塚本仲子。後列左から、坂本真琴、佐々木伊都子、平塚らいてう、田中芳子、田島ひで、島野初子。

静岡県田方郡三島町（現在の三島市）出身。一家が神奈川県横浜に移住したため、共立女学校(現在の横浜共立学園)に学び、英文速記者になる。1911年（明治44年）頃、坂本勇吉（染料輸入販売業）と出会い同棲生活を開始、やがて長女出生。この年に発刊した雑誌『青鞜』（せいとう）創刊号の平塚らいてうの巻頭言「元始、女性は太陽であつた――青鞜発刊に際して」に感銘を受けた真琴は、1913年（大正2年）に青鞜社へ入社。1914年（大正3年）の4月号には「野母」の筆名でハヴロック・エリスの「女性間の同性恋愛」を訳載した。1916年（大正5年）に入籍する。その後、夫勇吉との間に5女を儲ける。同年雑誌『ビアトリス』の出版元に参加。
1920年（大正9年）3月に平塚らが結成する「新婦人協会」にも評議員（後に理事）として参画し、翌1921年(大正10年)に平塚と市川があいついで幹部職を離れると協会本部が坂本宅に移り（機関誌編集部は奥むめおの自宅）、婦人運動に身を投じることになる。特に、新婦人協会が創立当初から最優先課題として取り組んでいた、当時女性の集会結社の自由を阻んでいた治安警察法の改正運動（治安警察法第5条改正運動）に献身。協会支持議員の選挙応援や、法改正案の議会上程後は連日衆議院・貴族院での議会工作に奔走、1922年（大正11年）の同法改正案成立へと導く中心的役割を果たした。
1924年（大正13年）12月創設の「婦人参政権獲得期成同盟会」（翌年婦選獲得同盟と改称）では中央委員、会計理事を歴任。婦選同盟理事として活躍した。1932年（昭和7年）脱会。1954年7月15日
死没、65歳。

## エピソード
普段の生活における真琴は、夫の家業を手伝い、家事と育児に精を出す、ごく普通の一主婦であったという。その一方、婦選運動の中核として、寸暇を割いての奮闘を続けていた。夫の勇吉は、そんな真琴を理解し、決して干渉することはなかった。
宿願であった治安警察法第5条一部改正になった翌年、1923年（大正12年）には、まだ7歳になったばかりの次女を失うという悲劇に見舞われたが、真琴の情熱が冷めることはなかった。勇吉とは1936年（昭和11年）に死別するが、その後は一家を支えて残された4人の娘を育て上げた。
戦後、ようやく婦人参政権が実現した後、たびたび国政選挙への出馬を打診されるも全て断り、好きな油絵を嗜みつつ、染織家としても活躍し、悠々と余生を送った。墓所は多磨霊園(21-2-35-12)。

## 著作
- 坂本真琴「治警第五条修正運動の概略」『女性同盟』6月号（14号）、1922年。
- 坂本真琴「安達内相に-治警五条全条の削除を要望します-」『婦選』第3巻11月号、1929年。

### 伝記
- エルシー・K・フィールド 著、波多野まち子 訳『友情のかけ橋 : 高田敏子の生涯』高田育英会。2005年8月24日閲覧。[注釈 1]
  - （原書タイトル）Field, Elsie Kimmell (1979). Toshi Takata : Lady of the Friendship Bridge. Kawasaki, Japan: Takata Scholarship Society. OCLC 843131185
  - 坂本真琴、高田敏子姉妹が育った家の様子や、二人が、婦人運動と女子教育という、それぞれの道へと進むに至った背景と、その道のりを知ることができる。
- 横浜共立学園120年の歩み編集委員会（編）「高田真琴 (坂本真琴) ・敏 姉妹」『横浜共立学園120年の歩み』、学校法人横浜共立学園・神保勝世、1991年。
- 加藤重『凛として生きる-渡辺カネ・高田姉妹の生涯-』1996年。 NCID BA41244848。全国書誌番号:97076662。
  - ※晩聲社より改題 — 加藤重『凛として生きる: 渡辺カネ・高田姉妹・坂本真琴の生涯』（2版）晩声社、2000年。ISBN 4-8918-8293-X。 NCID BA85249033。ISBN 9784891882938

### その他
- 平塚らいてう「元始女性は太陽であつた――(感想)」『青鞜』第1巻第1号、青鞜社; 日月社、1911年9月、doi:10.11501/1511488、全国書誌番号:00013186。 デジタル版は国立国会図書館／図書館送信参加館内の公開。
- 平塚らいてう『元始、女性は太陽であった——平塚らいてう自伝（下巻）』大月書店、1971年。ISBN 9784272540181。
- 永原紀子 著「坂本真琴と「藤村男爵」」、折井美耶子、女性の歴史研究会 編『新婦人協会の研究』ドメス出版、2006年。ISBN 4810706648。
- “婦選獲得同盟（読み）ふせんかくとくどうめい—世界大百科事典内の婦選獲得同盟の言及”.  朝日新聞社; (株) VOYAGE GROUP. 2019年1月24日閲覧。

## 関連資料
本文中に引用がないもの。
出版年順

### 研究書
- 市川房枝『私の婦人運動』秋元書房、1972年。全国書誌番号:71003765。
- 市川房枝『市川房枝自伝 : 戦前編（明治26年5月−昭和20年8月）』新宿書房、1974年。 付録：市川房枝略年譜（pp.620-623）。1995年第8刷NCID BN15418488
- 児玉勝子、市川房枝『婦人参政権運動小史』ドメス出版、1981年。 NCID BN00472989。全国書誌番号:81037041。
- 清水和美 著「高田真琴」、らいてう研究会 編『「青鞜」人物事典 : 110人の群像』大修館書店、2001年。ISBN 4469012661。 NCID BA52231043。
- 永原紀子 著「高田真琴」、金子, 幸子、黒田, 弘子; 菅野, 則子 ほか 編『日本女性史大辞典』吉川弘文館、2007年。ISBN 9784642014403。 NCID BA84073474。全国書誌番号:21346585。
- 折井美耶子 著、女性の歴史研究会 編『新婦人協会の人びと』2010年。ISBN 978-4810707328。 NCID BB00480483。全国書誌番号:21690326。